# Jack Bailey (actor)
Jack Bailey (15 de septiembre de 1907 – 1 de febrero de 1980) fue un actor y presentador de concursos de nacionalidad estadounidense. 

## Biografía
Nacido en Hampton, Iowa, en sus inicios fue músico de vodevil y vocero de la Exposición Universal. Sin embargo, Bailey es recordado principalmente por ser el presentador de Queen for a Day, un concurso que se emitió en primer lugar por la radio en 1945, trasladándose después al medio televisivo, emitiéndose en un principio en el área de Los Ángeles entre 1948 y 1955, posteriormente por la NBC desde el 3 de enero de 1956 al 2 de septiembre de 1960 y, finalmente, por la ABC entre el 5 de septiembre de 1960 y el 2 de octubre de 1964. 
Bailey también fue presentador del concurso televisivo Truth or Consequences desde 1954 a 1956. Sustituía en el programa a Ralph Edwards, que había sido su presentador en la radio entre 1940 y 1957 y en la televisión entre 1950 y 1954. Tras Bailey presentaron Truth or Consequences Bob Barker (1956-1975), Bob Hilton (1975-1978), y Larry Anderson (1987-1988). Este programa fue emitido por la CBS y la NBC, y posteriormente también por redifusión. 
Además de lo anterior, Bailey actuó en episodios de diferentes series televisivas, entre las cuales figuran Mister Ed, Green Acres, Mi bella genio, Gunsmoke, y Ironside. Además fue narrador para la organización Walt Disney. 
También tuvo un pequeño papel en la película de Frank Capra Qué bello es vivir, y viajó por el país participando en la representación de diversos musicales,como algunos entre ellos Hello Dolly, The Sound of Music, y The Music Man. 
Hacia 1948 Bailey entró en Alcohólicos Anónimos, apoyando públicamente a la organización a lo largo de más de treinta años.
Jack Bailey falleció en 1980 en Santa Mónica (California) a causa de una neumonía. 
A Jack Bailey se le concedieron dos estrellas en el Paseo de la Fama de Hollywood, una por su trabajo radiofónico en el 1708 de Vine Street, y otra por su actividad televisiva en el 6411 de Hollywood Boulevard.